# Olsfors
Olsfors är en tätort i Bollebygds kommun.
Hammar Maskin hade tidigare tillverkning i samhället, flyttade 1985 till lokaler utanför tätorten, och samt Hultafors Snickerifabrik har verksamhet där. Sportjohan grundades i Olsfors 1963.
Olsfors fotbollsklubb heter IF Olsfors och IK Omega är Olsfors förening för bland annat skidor, löpning och orientering.
Det finns två församlingar på orten, Svenska Kyrkan och Olsfors Frikyrkoförsamling. Svenska kyrkan använder Olsfors kyrka (tidigare kallad Hultafors kyrka). Olsfors frikyrkoförsamling är ansluten till Svenska Missionskyrkan. Dess ungdomsarbete heter Olsfors SMU. Verksamheten består av söndagsskola, scout-, tonårs- och konfirmationsarbete.

## Befolkningsutveckling
| Befolkningsutvecklingen i Olsfors 1960–2020 | Befolkningsutvecklingen i Olsfors 1960–2020 | Befolkningsutvecklingen i Olsfors 1960–2020 | Befolkningsutvecklingen i Olsfors 1960–2020 | Befolkningsutvecklingen i Olsfors 1960–2020 |
| ------------------------------------------- | ------------------------------------------- | ------------------------------------------- | ------------------------------------------- | ------------------------------------------- |
|                                             |                                             |                                             |                                             |                                             |
| År                                          |                                             |                                             | Folkmängd                                   | Areal (ha)                                  |
| 1960                                        | 1960                                        |                                             | 355                                         |                                             |
| 1965                                        | 1965                                        |                                             | 377                                         |                                             |
| 1970                                        | 1970                                        |                                             | 492                                         |                                             |
| 1975                                        | 1975                                        |                                             | 522                                         |                                             |
| 1980                                        | 1980                                        |                                             | 539                                         |                                             |
| 1990                                        | 1990                                        |                                             | 625                                         | 56                                          |
| 1995                                        | 1995                                        |                                             | 610                                         | 56                                          |
| 2000                                        | 2000                                        |                                             | 592                                         | 56                                          |
| 2005                                        | 2005                                        |                                             | 610                                         | 56                                          |
| 2010                                        | 2010                                        |                                             | 623                                         | 56                                          |
| 2015                                        | 2015                                        |                                             | 617                                         | 73                                          |
| 2020                                        | 2020                                        |                                             | 614                                         | 73                                          |
|                                             |                                             |                                             |                                             |                                             |

## [5]Se även
- Bollebygds socken